# Blabia epicharis
Blabia epicharis là một loài bọ cánh cứng trong họ Cerambycidae.